# Liste der Kulturdenkmale in Leuben (Nossen)
In der Liste der Kulturdenkmale in Leuben sind die Kulturdenkmale des Nossener Ortsteils Leuben verzeichnet, die bis April 2021 vom Landesamt für Denkmalpflege Sachsen erfasst wurden (ohne archäologische Kulturdenkmale). Die Anmerkungen sind zu beachten.
Diese Aufzählung ist eine Teilmenge der Liste der Kulturdenkmale in Nossen.

## Leuben
| Bild                                    | Bezeichnung | Lage                                           | Datierung                                                                               | Beschreibung | ID       |
| --------------------------------------- | --- | ---------------------------------------------- | --------------------------------------------------------------------------------------- | --- | -------- |
| Weitere Bilder                          | Vier Eisenbahnbrücken | (Flurstücke 345/1, 279/3) (Karte)              | 1877–1880                                                                               | Für die Nebenbahn Riesa–Nossen (Strecke 6613, sächsisch RN) bautypische Natursteinbogenbrücken mit ortsbildprägender Wirkung, darunter eine Dreibogenbrücke über die Lommatzscher Straße, eine Zweibogenbrücke über die Leubener Bahnhofstraße und eine Einbogenbrücke, baugeschichtlich und eisenbahngeschichtlich von Bedeutung. - Dreibogenbrücke über Dreißiger Wasser und Lommatzscher Straße (Flurstück 279/3, nahe Flurstück 227) - Einbogenbrücke I über Feldweg (Flurstück 279/3, nahe Flurstück 250) - Einbogenbrücke II über Feldweg und Ketzerbach (Flurstück 279/3, nahe Flurstück 252), - Zweibogenbrücke über Ketzerbach und Leubener Bahnhofstraße (Gemarkung Leuben, Flurstück 345/1, nahe Flurstück 301), | 09267316 |
| Direkt Bild zu diesem Denkmal hochladen | Wegestein | Hanno-Günther-Straße (Karte)                   | 19. Jahrhundert                                                                         | Verkehrsgeschichtlich von Bedeutung | 09267317 |
| Weitere Bilder                          | Marienkirche mit Ausstattung und Kirchhof mit einigen alten Grabmälern, darunter Grabmal Familie Lorenz, Kirchhofsmauer und -tor                               | Kirchberg 8 (Karte)                            | 1740 (Kirche); 1890 (Raumfassung mit Schablonenmalerei, Orgel und Orgelprospekt)        | Saalkirche mit umlaufender Empore, barocker Westturm, baugeschichtlich, künstlerisch und ortsgeschichtlich von Bedeutung. Zellengewölbe, illusionistische Malerei, im Turm wohl romanische Reste (romanisches Bogenmaß), achteckiger Oberteil 1740, Kirchhof mit alten Grabmälern (16., 17. Jahrhundert), darunter Grabmal Fam. Lorenz (1881), Kirchhofstor mit Torpfeilern und schmiedeeisernem Flügeltor | 09268031 |
| Direkt Bild zu diesem Denkmal hochladen | Villa | Leubener Bahnhofstraße 21 (Karte)              | Um 1900                                                                                 | Für den ländlichen Raum repräsentatives Gebäude im Stil des Späthistorismus, mit Fachwerkgiebeln, baugeschichtlich von Bedeutung. Fachwerkelemente, daher im Heimatstil (?). Gartengrundstück heute (2011) überwiegend Parkplatz, daher ohne Denkmalwert. | 09268046 |
| Weitere Bilder                          | Bahnhof Leuben (b. Riesa) mit Empfangsgebäude und Nebengebäude                                                                                                 | Leubener Bahnhofstraße 28 (Karte)              | Um 1880                                                                                 | Gründerzeitlicher Putzbau, Anklänge an den Schweizerstil an der Nebenbahn Riesa–Nossen (Strecke 6613, sächsisch RN), baugeschichtlich und eisenbahngeschichtlich von Bedeutung | 09266512 |
| Direkt Bild zu diesem Denkmal hochladen | Wohnhaus | Leubener Bahnhofstraße 31 (Karte)              | Ende 19. Jahrhundert                                                                    | Reich gegliederte Klinkerfassade der Gründerzeit, baugeschichtlich von Bedeutung. Sandsteingesimse und -ornamente, Sandstein-Fenstergewände, Satteldach, original erhalten, Mittelrisalit mit Dreiecksgiebel. | 09268045 |
| Direkt Bild zu diesem Denkmal hochladen | Wohnhaus | Lommatzscher Straße 2 (Karte)                  | Mitte 19. Jahrhundert                                                                   | Schlichte Putzfassade, baugeschichtlich von Bedeutung. Sandstein-Türgewände und -Fensterrahmungen. | 09268044 |
| Weitere Bilder                          | Neumühle (mit mehreren Hausnummern), bestehend aus zwei winkelförmigen Gebäuden (linker Bau mit Stallungen und Anbauten), Schornstein, Garage und Hundezwinger | Lommatzscher Straße 40, 41, 42, 43, 44 (Karte) | Bezeichnet mit 1855 (Mühle); bezeichnet mit 1859 (Wirtschaftsgebäude); um 1920 (Garage) | Großes Mühlenanwesen, verputzte Massivbauten, Hauptbau mit schönem Türportal, baugeschichtlich, ortsgeschichtlich und technikgeschichtlich von Bedeutung. Aufwändiger Hundezwinger mit Krüppelwalmdach und Fachwerk. | 09266545 |
| Direkt Bild zu diesem Denkmal hochladen | Tiefenkeller mit Korbbogenportal | Schleinitzer Straße 1 (Karte)                  | Bezeichnet mit 1720                                                                     | Wohl ursprünglich zum Gasthof Leuben gehörend, aufwendiges Sandsteinportal, baugeschichtlich von Bedeutung | 09268036 |
|                                         | Gasthaus und Scheune eines Gasthofes | Schleinitzer Straße 2 (Karte)                  | Nach 1850                                                                               | Gasthaus mit Fachwerk-Obergeschoss, Sandsteintürstock und Krüppelwalmdach, Scheune mit großen gebrochenem Walmdach, baugeschichtlich und ortsgeschichtlich von Bedeutung, bildet ein Grundstück mit Nummer 4 | 09268035 |
| Direkt Bild zu diesem Denkmal hochladen | Wohnhaus mit Einfriedungsmauer (ehemaliges Diakonat) | Schleinitzer Straße 3 (Karte)                  | Bezeichnet mit 1834                                                                     | Obergeschoss Fachwerk, baugeschichtlich und ortsgeschichtlich von Bedeutung. Weinspalier, Tafel: „Diakonat von 1616“. | 09268038 |
| Direkt Bild zu diesem Denkmal hochladen | Pfarrhaus (Nr. 7), Wohnstallhaus (Nr. 5), Scheune und Stallgebäude des Pfarrhofes, dazu Pfarrgarten, Einfriedungsmauer und Toreinfahrt                         | Schleinitzer Straße 5, 7 (Karte)               | Um 1800 (Wohnstallhaus); bezeichnet mit 1802 (Pfarrhaus)                                | Pfarrhaus verputzter Massivbau mit Segmentbogenportal, Wohnstallhaus mit Fachwerk-Obergeschoss und Segmentbogenportal, Wirtschaftsgebäude Fachwerkbauten, beeindruckend geschlossen erhaltener Pfarrhof der Lommatzscher Pflege, baugeschichtlich, ortsgeschichtlich und wirtschaftsgeschichtlich von Bedeutung. Offene Vierseitanlage, im Süden Putzbau mit Krüppelwalmdach, an der Hofseite symmetrisch zwei Eingänge angelegt, eines der Sandsteinportale bezeichnet mit 1802, im Westen des Hofes das Gesindehaus mit Stall und Fachwerkobergeschoss mit Satteldach (19. Jahrhundert), östlich Fachwerkscheune (1. Hälfte 19. Jahrhundert), im Süden Nebengebäude mit Fachwerkobergeschoss (Anfang 19. Jahrhundert).    | 09268039 |
| Weitere Bilder                          | Wohnhaus | Schleinitzer Straße 6 (Karte)                  | 1803                                                                                    | Obergeschoss Fachwerk, baugeschichtlich von Bedeutung. Fachwerk, massiv untersetzt, Krüppelwalmdach, Flaschenzug, Fachwerk-Erweiterung, Erdgeschoss verändert (moderner Ladeneinbau der Bäckerei Röder). | 09268037 |
| Direkt Bild zu diesem Denkmal hochladen | Ehemaliges Hospital | Schleinitzer Straße 14 (Karte)                 | Bezeichnet mit 1879                                                                     | Schlichter Putzbau, 1594 gestiftet, 1879 unter Friedrich August Ludwig von Zehmen auf Schleinitz neu erbaut, ortsgeschichtlich von Bedeutung. Sandsteintür- und -fenstergewände, Inschriftentafel. | 09268043 |
| Weitere Bilder                          | Denkmal für Gefallene des Ersten Weltkrieges | Schulberg 4 (neben) (Karte)                    | Nach 1918                                                                               | Ortsgeschichtlich von Bedeutung | 09268042 |
| Weitere Bilder                          | Schulgebäude | Schulberg 6 (Karte)                            | Bezeichnet mit 1835                                                                     | Schlichter Putzbau mit aufwendigem Eingangsbereich, Türportale mit gerader Verdachung, baugeschichtlich und ortsgeschichtlich von Bedeutung. Sandstein-Türsturz und -Fenstergewände. | 09268040 |
| Weitere Bilder                          | Wohnhaus eines Bauernhofes | Schulberg 13 (Karte)                           | Bezeichnet mit 1832                                                                     | Obergeschoss Fachwerk verbrettert, baugeschichtlich von Bedeutung | 09268041 |

## Ehemaliges Denkmal
| Bild                                    | Bezeichnung                            | Lage                           | Datierung           | Beschreibung | ID       |
| --------------------------------------- | -------------------------------------- | ------------------------------ | ------------------- | --- | -------- |
| Direkt Bild zu diesem Denkmal hochladen | Wohnstallhaus (mit rückwärtigem Anbau) | Lommatzscher Straße 15 (Karte) | Bezeichnet mit 1801 | Obergeschoss Fachwerk, baugeschichtlich von Bedeutung. Mit Scheune im Winkel (?), ist ein kleiner Anbau. Zwischen 2009 und 2014 abgerissen. | 09268033 |

## Tabellenlegende
- Bild: Bild des Kulturdenkmals, ggf. zusätzlich mit einem Link zu weiteren Fotos des Kulturdenkmals im Medienarchiv Wikimedia Commons. Wenn man auf das Kamerasymbol klickt, können Fotos zu Kulturdenkmalen aus dieser Liste hochgeladen werden:
- Bezeichnung: Denkmalgeschützte Objekte und ggf. Bauwerksname des Kulturdenkmals
- Lage: Straßenname und Hausnummer oder Flurstücknummer des Kulturdenkmals. Die Grundsortierung der Liste erfolgt nach dieser Adresse. Der Link (Karte) führt zu verschiedenen Kartendiensten mit der Position des Kulturdenkmals. Fehlt dieser Link, wurden die Koordinaten noch nicht eingetragen. Sind diese bekannt, können sie über ein Tool mit einer Kartenansicht einfach nachgetragen werden. In dieser Kartenansicht sind Kulturdenkmale ohne Koordinaten mit einem roten bzw. orangen Marker dargestellt und können durch Verschieben auf die richtige Position in der Karte mit Koordinaten versehen werden. Kulturdenkmale ohne Bild sind an einem blauen bzw. roten Marker erkennbar.
- Datierung: Baubeginn, Fertigstellung, Datum der Erstnennung oder grobe zeitliche Einordnung entsprechend des Eintrags in der sächsischen Denkmaldatenbank
- Beschreibung: Kurzcharakteristik des Kulturdenkmals entsprechend des Eintrags in der sächsischen Denkmaldatenbank, ggf. ergänzt durch die dort nur selten veröffentlichten Erfassungstexte oder zusätzliche Informationen
- ID: Vom Landesamt für Denkmalpflege Sachsen vergebene, das Kulturdenkmal eindeutig identifizierende Objekt-Nummer. Der Link führt zum PDF-Denkmaldokument des Landesamtes für Denkmalpflege Sachsen. Bei ehemaligen Kulturdenkmalen können die Objektnummern unbekannt sein und deshalb fehlen bzw. die Links von aus der Datenbank entfernten Objektnummern ins Leere führen. Ein ggf. vorhandenes Icon  führt zu den Angaben des Kulturdenkmals bei Wikidata.

## Ausführliche Denkmaltexte
1. ↑  Evangelische Pfarrkirche:

Über dem Dorf auf einem felsigen Geländesporn gelegen, in der Zeit der ottonischen Kaiser und des Ausbaus der Mark Meißen wahrscheinlich Sitz eines Burgwards. Die Kirche, mit Marienpatrozinium, war Mittelpunkt einer Urpfarrei, der breitrechteckige Unterbau ihres Westturms spätromanischen Ursprungs, wohl 13. Jahrhundert. Um 1480 unter dem Patronat der Herren von Schleinitz Neubau der Saalkirche unter Einbezug älterer Mauerzüge, 1740 barockes Turmobergeschoss, 1890 Sakristei und eingreifende Umgestaltung des Inneren durch Christian Gottfried Schramm, 1972 Innenrestaurierung unter Respektierung der Gestaltungen von 1890. Putzbau mit leicht eingezogenem Chor, 3/8-Schluss und Strebepfeilern, Satteldach, Fenster im Saal in zweireihiger Anordnung, die oberen spitzbogig, zum Teil mit Maßwerk, um 1480, die Chorfenster nachträglich an Höhe reduziert, die unteren wohl von 1890. An der Südseite des Saals ehemaliges spätgotisches Eingangsportal. 1. Hälfte 15. Jahrhundert, 1890 geschlossen. An der Südseite des Chors zweigeschossiger übergiebelter Anbau mit Sakristei anstelle der ehemaligen Schleinitzkapelle. In Unter- und Obergeschoss Herrschaftsloge, auf der Nordseite ebenfalls zweigeschossiger Vorbau mit alter Sakristei und Empore. Westturm in Breite des Saals, das Südportal und das Nordfenster 1890 eingefügt, das Glockengeschoss aus Sandsteinquadern, viereckig, mit geschrägten Ecken, rundbogigen Schallfenstern und einer gedrungenen Haube, der nach einer Einschnürung eine Zwiebel aufsitzt. Im Innern phantasievolles Netzrippengewölbe der Schule Arnold von Westfalens, über Diensten, der Saal drei-, der Chor zweijochig, Raumfassung mit Schablonen-Malerei 1890, gleichzeitig die farbigen Verglasungen in den Fenstern, im Ostfenster ein Glasgemälde mit Darstellung des Auferstandenen, die dreiseitig umlaufende Holzempore und das Gestühl, beide im Holzton, nach den Plänen von Christian Gottfried Schramm.

Ausstattung: Altar, Kanzel und Orgelprospekt mit Orgel von Franz Emil Keller, neugotisch, einheitlich im Holzton, 1890. An der Chornordwand gefasstes Totenschild in Holz des Christof von Loß († 1664) mit großem Wappen. Epitaphien einer Frau von Kahlen († 1678) mit ovaler Schrifttafel und Engelköpfen, des Joachim Christof von Bose († 1680) mit Wappen und Personifikationen des Glaubens und der Weisheit sowie des Leutnants Rudolf von Bünau († 1699) mit Kriegstrophäen. In der gewölbten Turmerdgeschosshalle geschmiedetes Gitter des 17. Jahrhunderts und Grabdenkmäler aus Sandstein der Agnes von Schleinitz († 1654) mit zwei Inschrifttafeln, des Rudolf von Rechenberg († 1555) mit Relief eines Greises in voller Rüstung und des Christof von Loß († 1664) in Rüstung.